# Lukași, Brodî
Lukași (în ucraineană Лукаші) este un sat în comuna Nakvașa din raionul Brodî, regiunea Liov, Ucraina.

## Demografie
Componența lingvistică a localității Lukași
     Ucraineană (99,8%)
     Alte limbi (0,2%)
Conform recensământului din 2001, majoritatea populației localității Lukași era vorbitoare de ucraineană (99,8%), existând în minoritate și vorbitori de alte limbi.